# Емь

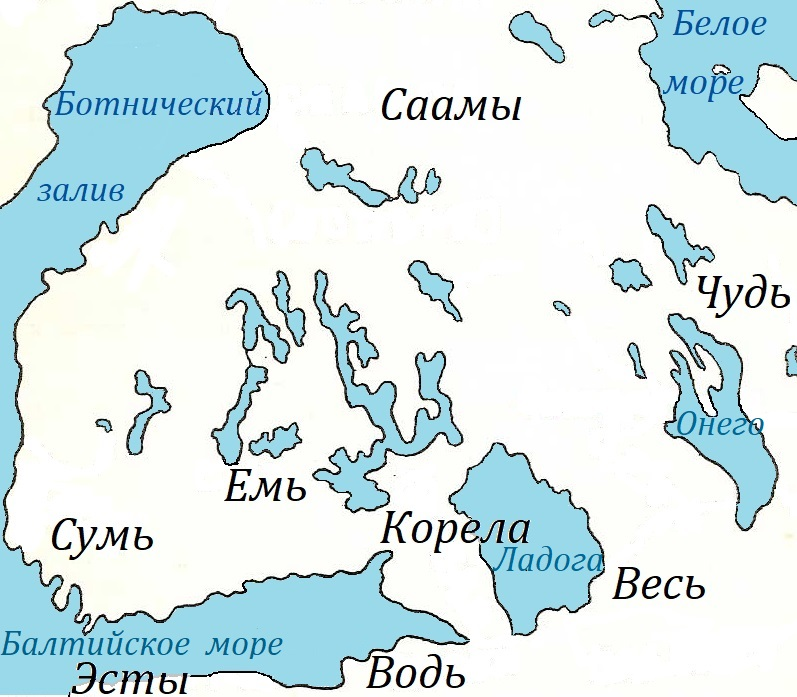
Зоны расселения прибалтийско-финских племён в X веке н. э.

Ямь, или емь (а также ем и гам)  — термин, которым новгородцы называли в Средние века некоторые народности Фенноскандии. В первую очередь обозначал, очевидно, тавастов, также именовавшихся в прошлом западными финнами. Летописные упоминания о еми прекращаются с середины XIII века.

## Ямь и Хяме
Андреас Шёгрен, основываясь на выводах академика А. Х. Лерберга о созвучии летописного «ямь» и названия исторической области на юге Финляндии Häme (швед. Tavastland, лат. Tavaste), отождествлял с емью финнов из Хяме (hämäläiset). По другой теории, ямь была карельским племенем с северного побережья Ладоги. Не исключено, что в зависимости от контекста термином «ямь» летописцы обозначали разные финские племена.

## Расселение
Существует версия о том, что емь пришла в центральные районы Финляндии не сразу, а первоначально расселялась между Ладожским озером и Северной Двиной (авторы гипотезы — Шенгрен, Барсов). А. Г. Едовин относил емь, жившую в бассейне Двины, не к прибалтийским финнам, а к севернофинской группе финно-угорских народов. В первой половине XX века велись дискуссии об автохтонном населении Карельского перешейка, в которых высказывались версии, что Карельский перешеек и Ингерманландия были местом первоначального расселения еми, откуда она была вытеснена корелой.
Василий Татищев помещал емь к востоку от Карелии и перед двинянами: «начав от Финляндии — Корелия. Подле оной к востоку — Емь или Ям, дале двиняне, югдоры, зыряне, печора, или самоядь, и пермь как в гл. 22 пространнее показано…». К востоку от Онежского озера по течению реки Емца (фин. Jemtsajoki) находился в средние века погост Емьця (Емца, Оустье Емець), о чём свидетельствуют надписи на деревянных цилиндрах-пломбах, использовавшиеся для гарантированного запирания мешков с собранной данью («Емьця гривны 3», «Емца 10 гривен») и на  деревянной дощечке-бирке («Устье Емци»), и в принципе не исключено, что некоторые военные походы против ями были направлены туда. Некоторые детали описанных военных походов всё-таки указывают на то, что ямь проживала западнее.
Также ямь упоминает Повесть временных лет в 1042 году, когда новгородский князь Владимир, сын Ярослава Мудрого совершил поход против ями. Если это действительно указывает на территорию нынешней Финляндии, а не на ямь с реки Емца, то речь идёт о самом первом письменном упоминании, касающемся истории Финляндии. Повесть временных лет не упоминает прямо об участии новгородцев в походе новгородского князя, но в более ранней Первой новгородской летописи можно найти подтверждение этого.

## Войны с русскими
В хрониках говорится о войнах, которые новгородцы и карелы, конкретнее, жители района Корелы (Приозерск), вели против ями в XII веке. Источники также упоминают об ответных набегах ями на Приладожье.
Повесть временных лет сообщает о том, что ямь платила дань Руси (в 1040 году новгородский князь Владимир обложил емь данью). В дальнейшем ямь упоминается в 1123, 1142, 1143, 1149, 1186, 1191, 1227 (или 1126), 1228, 1240, 1256, 1292, 1311 годах.
В 1142 году ямь нападает на земли Новгорода и проигрывает сражение у Ладоги, потеряв 400 человек. Ямь организует новое нападение в 1149 году, по русским источникам из 1000 человек. Пятьсот новгородцев совместно с водью отправляются в погоню за ними и побеждают.
В 1227 году новгородский князь Ярослав Всеволодович ходил вместе с новгородцами на ямь, «где же ни един от князь рускых не взможе бывати, и всю землю плени, и много полона посекли». Тогда же он осуществил крещение племени корела: «послав крести множество корел, мало не все люди».
Когда затем ямь, переправившись через озеро, в 1228 году напала на Ладогу, он отбил её и повоевал около озера и Олонца.